# Faylon
Faylon, opgericht door J.-P. Servranckx, was een Belgisch elektronicamerk en -fabriek, vooral bekend als gerenommeerd merk van gitaarversterkers. 
De fabriek bouwde daarnaast ook mengtafels en effectpedalen. De gitaarversterkers werden gebruikt door onder andere de Nederlandse formatie The Golden Earring en in België werd het merk vooral gebruikt door Will Tura, The Pebbles, Liliane Saint-Pierre, Burt Blanca, John Woolley and Just Born en The Fur. De topmodellen gitaarversterkers waren de Hurricane en de Studio 100, die nog steeds bij sommige muzikanten geliefd zijn. 
Het bedrijf stopte ermee in 1977.